# Combate de Jobo Mocho
El Combate de Jobo Mocho fue una de las primeras batallas de la Revolución Legalista, guerra civil venezolana de 1892. 

## Hechos
El general continuista y ministro de guerra Sebastián Casañas, había salido de Caracas con un ejército y dirigidose al Guárico a buscar y derrotar al general Joaquín Crespo, jefe de la revolución. Crespo evitó un choque abierto y en su lugar se dirigió al Apure siendo seguido por Casañas.
Los dos maniobraron alrededor de San Fernando. Crespo, buen conocedor del terreno y fuerte en caballería, hostigo continuamente a Casañas hasta el 15 de abril en que produce el combate. Las líneas de infantería de Casañas son destruidas por las violentas cargas de Crespo y los continuistas tuvieron que huir apresuradamente hasta Calabozo sin ser perseguidos.